# Altaarschel

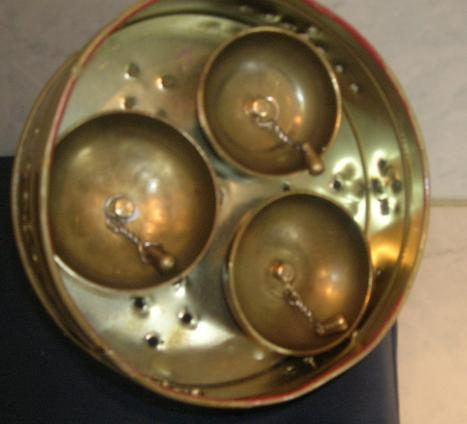
Binnenkant 'gemantelde' altaarschel

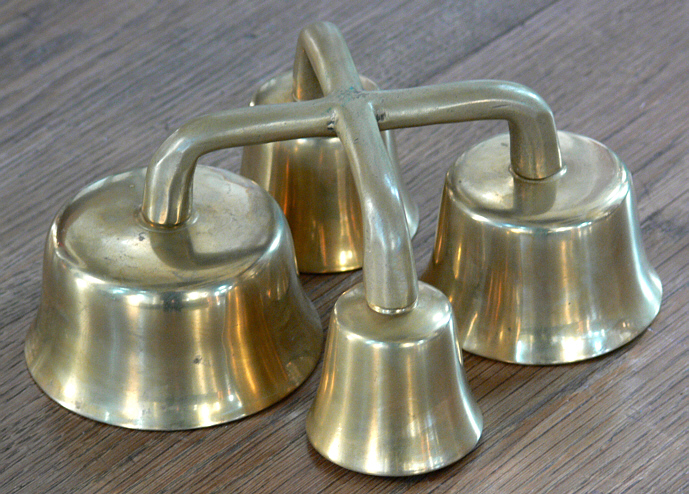
Moderne altaarschel

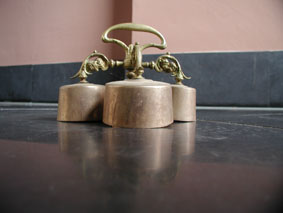
Altaarschel van de kluiskerk in Warfhuizen

Zilveren altaarschel, Leiden, 1690, Catharijneconvent Utrecht

Een altaarschel (meervoud: altaarschellen of altaarbellen) of carillon bestaat uit een aantal kleine belletjes die aan een kruisvormig (soms rond) montuurtje met een handvat zijn bevestigd. Het aantal bellen kan variëren van één tot en met zes belletjes.
De belletjes kunnen gemaakt worden van messing, brons, koper of tin en zijn altijd op elkaar afgestemd waardoor er een akkoord kan ontstaan.
In Nederland was gebruikelijk om de belletjes te overkappen met een metalen mantel. Deze mantel dient als klankkast waardoor de altaarschellen beduidend luider worden. Dit is vooral handig voor grotere kerken. De buitenmantel is meestal verguld of verzilverd en is dan ook rijkelijk versierd.
De altaarschel wordt door de misdienaars gebruikt in de mis om de gelovigen te waarschuwen dat de allerheiligste handelingen van de viering eraan komen of juist op dat moment plaatsvinden. Vooral in missen volgens de Tridentijnse ritus waarbij de priester vaak in stilte bidt, is het noodzakelijk om te bellen.
Soms wordt de altaarschel gebruikt in plaats van de sanctusbel, maar in ieder geval na de consecratie van Brood en Wijn.
Er bestaat ook nog de altaargong die ervoor in de plaats kan dienen. Ook zijn er kerken waar de altaarschel gebruikt wordt in plaats van de sacristiebel. Het gebruik van de altaarschel tijdens plechtigheden verschilt per plaats en per bisdom.

## Gebruik in de mis
Aan het begin en op het eind van de mis, vóór het introïtus en na het slotlied, wordt gebeld met de altaarschel. Dit gebeurt enkel wanneer de sacristiebel ontbreekt.
Er kan drie keer gebeld worden aan het begin van het Sanctus of één keer op het eind van het Benedictus, het laatste onderdeel van het Sanctus. Beide dienen als teken dat de gelovigen een knielende houding moeten aannemen.
Er kan één keer gebeld worden als de priester zijn handen boven de Gaven houdt tijdens de epiclesis. Er kan echter ook na de epiclesis gebeld worden, dat wil zeggen na het kruisteken. Beide dienen als teken dat de Heilige Geest over de Gaven nederdaalt.
Vervolgens wordt gebeld tijdens de opheffing van Brood en Wijn waarbij de priester ze aan de gemeente toont. Ze zijn dan geconsacreerd en volgens de transsubstantiatieleer daadwerkelijk het Lichaam en Bloed van Christus geworden. Hierbij belt men drie keer. Er zijn ook plaatsen waar men slechts één keer belt, hetzij kort of enkele seconden lang. Dit roept de gelovigen op ter aanbidding van het Allerheiligste.
Als de priester zelf knielt ter aanbidding na de opheffing van Brood en de opheffing van Wijn kan er een kort belsignaal gegeven worden waarbij de gelovigen en de misdienaars het hoofd buigen. In de Tridentijnse mis wordt echter voor én na de opheffing geknield.
In de Tridentijnse mis wordt ook gebeld bij het drievoudige 'Domine, non sum dignus'. Hierbij wordt één keer gebeld bij het eerste 'Domine', twee keer bij het tweede, en vervolgens drie keer bij het derde. In de Novus Ordo Missae is dit echter niet gebruikelijk.
Ook kan gebeld worden als de priester communiceert. Dit ten teken dat men tot het altaar mag komen. Omdat dit oneerbiedig kan ogen, kiest men er vaker voor om pas te bellen als de priester klaar is met communiceren.
Het bellen als signaal dat de gelovigen ten altaar mogen komen wordt echter niet algemeen gebruikt.
Tijdens het Heilig Triduüm wordt de altaarschel na het Gloria op Witte Donderdag niet meer gebruikt tot het Gloria van Stille Zaterdag. In plaats van de altaarschel is daarom de traditie ontstaan om een ratel of klepper te gebruiken. De rubrieken maken van zo'n ratel echter geen gewag en het gebruik ervan werd daarom in het verleden zelfs expliciet verboden.

## Gebruik tijdens hetLof
Tijdens de Eucharistische Zegen met het Allerheiligste wordt de altaarschel ook gebruikt. Hierbij dient men echter de hele zegen te bellen, dat wil zeggen totdat de priester het Allerheiligste neerlegt.
Gedurende een hele Sacramentsprocessie waarbij het Allerheiligste wordt rondgedragen, worden er korte belsignalen gegeven met tussenpozen van tien tellen, binnen of buiten de kerk. Dit ter aanduiding dat het Allerheiligste wordt gedragen en dat de gelovigen een eerbiedige houding aan moet nemen. Knielend of buigend.